# Jan Gmyrek

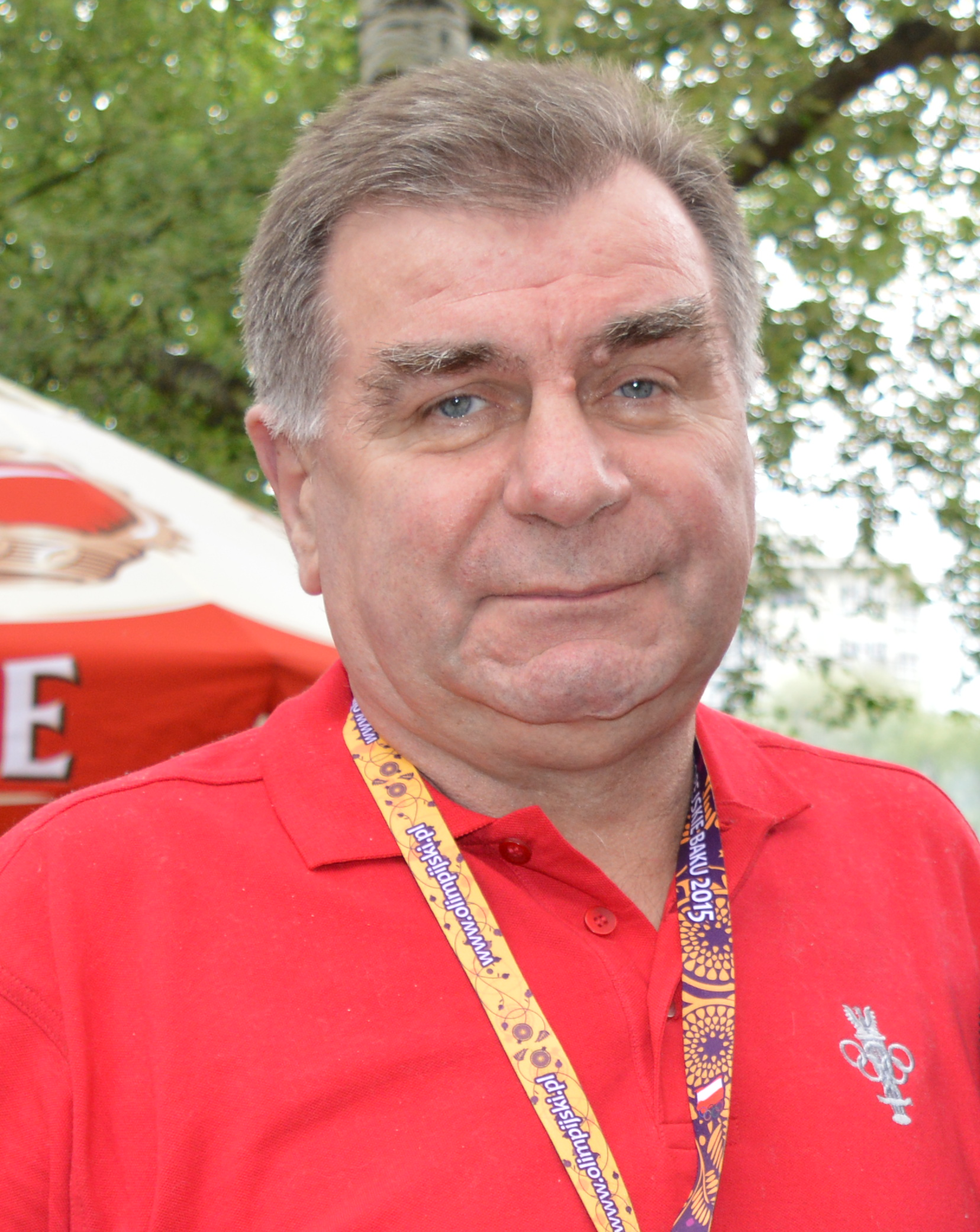
Jan Gmyrek (2015)

Jan Wojciech Gmyrek (* 2. März 1951 in Krakau) ist ein ehemaliger polnischer Handballspieler, der zuletzt Trainer des niederösterreichischen Landesligisten SG Horn/Waidhofen war und nun mitverantwortlich für die Jugendarbeit des niederösterreichischen Regionalligisten UHC Eggenburg ist.
In Polen spielte er beim Verein Stal Mielec. Im Jahr 1980 wechselte Jan Gmyrek als einer der ersten polnischen Spieler in den Westen. Er spielte einige Jahre in Eggenburg (Österreich), wo er mehrmals den Titel des österreichischen Torschützenkönigs gewinnen konnte. Er war zu seiner Zeit einer der besten Mitte-Aufbauspieler der Welt und einer der besten Handballspieler in Österreich. Besonders ausgezeichnet hat Jan Gmyrek sich mit trickreichen Anspielen seiner Mitspieler bzw. seiner Würfe. Zu seiner aktiven Zeit war er 79 Kilogramm schwer bei einer Körpergröße von 1,77 Meter.
Jan Gmyrek nahm mit der polnischen Nationalmannschaft an den Olympischen Spielen 1972 und Olympischen Spielen 1976 teil; 1976 in Montreal gewann er mit seinem Team die Bronzemedaille. Insgesamt warf er bei Olympia 22 Tore.
Ende November 2008 wurde Gmyrek, im Rahmen einer Gala des polnischen Handballverbandes anlässlich dessen 90. Gründungstages, als bester Mitte-Aufbau-Spieler ins Goldene Team des polnischen Handballverbandes gewählt.